# Старомайданська сільська рада
Старомайданська сільська рада (Старо-Майданська сільська рада) — колишня адміністративно-територіальна одиниця та орган місцевого самоврядування у Пулинському (Червоноармійському), Соколовському, Новоград-Волинському, Довбишському (Щорському), Баранівському, Дзержинському районах і Новоград-Волинській міській раді Волинської округи, Київської й Житомирської областей Української РСР та України з адміністративним центром у с. Старий Майдан.

## Населені пункти
Сільській раді підпорядковувались населені пункти:
- с. Старий Майдан
- с. Білка

## Населення
Кількість населення ради станом на 1923 рік становила 1 747 осіб, кількість дворів — 313.
Кількість населення сільської ради станом на 1924 рік становила 2 209 осіб.
Відповідно до результатів перепису населення СРСР, кількість населення ради станом на 12 січня 1989 року становила 921 особу.
Станом на 5 грудня 2001 року, відповідно до перепису населення України, кількість мешканців сільської ради становила 770 осіб.

## Склад ради
Рада складалася з 14 депутатів та голови.

### Керівний склад сільської ради
| ПІБ                         | Основні відомості                                                                       | Дата обрання | Дата звільнення |
| --------------------------- | --------------------------------------------------------------------------------------- | ------------ | --------------- |
| Талько Павло Петрович       | Сільський голова, 1959 року народження, освіта                                          | 26.03.2006   | 01.10.2008      |
| Бандилко Михайло Сергійович | Сільський голова, 1976 року народження, освіта, член народної партії                    | 15.03.2009   | 31.10.2010      |
| Бандилко Михайло Сергійович | Сільський голова, 1976 року народження, освіта середня спеціальна, член народної партії | 31.10.2010   |                 |

Примітка: таблиця складена за даними джерела

## Історія
Створена 1923 року в складі сіл Грузливець, Старий Майдан та колоній Грузливець і Кургани Курненської волості Новоград-Волинського повіту Волинська губернія. 19 серпня 1925 року с. Грузливець передане до складу новоутвореного Довбишського району Житомирської округи. 28 вересня 1925 року колонії Грузливець та Кургани виділено в окрему Курганську сільську раду Пулинського району. З 1946 року в підпорядкуванні значилося с. Червоносілка.
Станом на 1 вересня 1946 року сільська рада входила до складу Довбишського району Житомирської області, на обліку в раді перебували села Старий Майдан та Червоносілка.
11 серпня 1954 року, відповідно до указу Президії Верховної ради Української РСР «Про укрупнення сільських рад по Житомирській області», до складу ради включено села Білка, Грузливець, Добрий Кут (згодом — Калиновий Гай) ліквідованих Білківської та Грузливецької сільських рад Довбишського району. 2 вересня 1954 року, відповідно до рішення Житомирського облвиконкому № 1087 «Про перечислення населених пунктів в межах Житомирської області», с. Червоносілка передане до складу Великолугівської сільської ради Довбишського району. 7 січня 1963 року, відповідно до рішення Житомирського облвиконкому № 2 «Про зміну адміністративної підпорядкованості окремих сільських рад і населених пунктів», підпорядковано села Іванівка (згодом — Лісова Поляна), Наталія та Осичне Довбишської селищної ради Новоград-Волинського району. 19 квітня 1965 року, відповідно до рішення Житомирського облвиконкому № 211 «Про зміни в адміністративному підпорядкуванні деяких населених пунктів області», села Лісова Поляна, Наталія та Осичне передані до складу Довбишської селищної ради Дзержинського району.
На 1 січня 1972 року сільська рада входила до складу Червоноармійського району Житомирської області, на обліку в раді перебували села Білка, Грузливець, Калиновий Гай та Старий Майдан.
12 серпня 1974 року, відповідно до рішення Житомирського облвиконкому № 342 «Про зміни в адміністративно-територіальному поділі окремих районів області в зв'язку з укрупненням колгоспів», села Грузливець та Калиновий Гай передані до складу Стрибізької сільської ради Червоноармійського району.
1 серпня 2017 року територію та населені пункти ради включено до складу новоутвореної Курненської сільської територіальної громади Пулинського району Житомирської області.
Входила до складу Пулинського (Червоноармійського, 7.03.1923 р., 17.10.1935 р., 8.12.1966 р.), Соколовського (20.06.1930 р.), Новоград-Волинського (15.09.1930 р., 30.12.1962 р.), Довбишського (Щорського, 14.05.1939 р.), Баранівського (28.11.1957 р.), Дзержинського (4.01.1965 р.) районів та Новоград-Волинської міської ради (1.06.1935 р.).